# I Gelosi
I Gelosi (em tradução livre, "Os ciumentos"), grupo em que atuou a família Andreini, é uma companhia de commedia dell'arte que aparece na Itália por volta de 1570 e se desfaz no início do século XVII.  Embora tenha sido uma das mais célebres, a dos Gelosi não foi a primeira companhia de commedia dell'arte, pois algumas décadas antes, em um contrato firmado em Pádua em 1545 por oito atores que se comprometeram a atuar juntos até 1546, tem-se o primeiro registro de atores que praticam a CdA e que vivem de sua própria arte.